# Beautiful boy: Sempre seràs el meu fill
Beautiful boy: Sempre seràs el meu fill és una pel·lícula dramàtica biogràfica dels Estats Units de 2018 dirigida per Felix van Groeningen, el seu debut en anglès. El guió, escrit per Luke Davies i van Groeningen, està basat en les memòries Beautiful Boy: A Father's Journey Through His Son's Addiction de David Sheff i en Tweak: Growing Up on Methamphetamines de Nic Sheff. La protagonitzen Steve Carell, Timothée Chalamet, Maura Tierney i Amy Ryan i tracta sobre una relació pare-fill cada vegada més tensada per la drogoaddicció del fill.
Beautiful boy: Sempre seràs el meu fill es va estrenar al Festival Internacional de Cinema de Toronto el 7 de setembre de 2018 i als cinemes dels Estats Units el 12 d'octubre del mateix any. Va recaptar 16 milions de dòlars dels 25 de pressupost i va rebre crítiques generalment positives de la crítica, que va lloar les interpretacions de Carell i Chalamet. Per la seva feina, Chalamet va rebre nominacions als Globus d'Or, premis del Sindicat d'Actors de Cinema, premis BAFTA i premis de la Crítica Cinematogràfica.
Es va estrenar el març de 2019 el 19 de febrer de 2022 es va emetre el doblatge en català a TV3.

## Argument
Retrat de l'indestructible amor i compromís d'una família davant l'addicció del seu fill i els seus intents de recuperació. A mesura que el Nic hi recau repetidament, els Sheff s'enfronten amb la dura realitat que l'addicció és una malaltia que no discrimina.

## Repartiment
- Steve Carell com a David Sheff
- Timothée Chalamet com a Nicholas «Nic» Sheff
  - Jack Dylan Grazer com a Nic Sheff (12 anys)
  - Zachary Rifkin com a Nic Sheff (8 anys)
  - Kue Lawrence com a Nic Sheff (4–6 anys)
- Maura Tierney com a Karen Barbour-Sheff
- Amy Ryan com a Vicki Sheff
- Kaitlyn Dever com a Lauren
- Andre Royo com a Spencer
- LisaGay Hamilton com a Rose
- Timothy Hutton com a Dr. Brown
- Amy Forsyth com a Diane
- Ricky Low com a Destiny
- Stefanie Scott com a Julia

## Premis i nominacions
| Guardó                                            | Data de la cerimònia   | Categoria                                 | Destinatari                             | Resultat   | Ref(s)        |
| ------------------------------------------------- | ---------------------- | ----------------------------------------- | --------------------------------------- | ---------- | ------------- |
| Festival de Cinema d'Adelaide                     | 21 d'octubre de 2018   | Pel·lícula internacional                  | Beautiful boy: Sempre seràs el meu fill | Nominat    | [ 8 ]         |
| Festival de Cinema d'Aspen                        | 30 de setembre de 2018 | Independent per natura                    | Felix van Groeningen                    | Guanyador  | [ 9 ] [ 10 ]  |
| Premis BAFTA                                      | 10 de febrer de 2019   | Millor actor secundari                    | Timothée Chalamet                       | Nominat    | [ 11 ]        |
| Festival Internacional de Cinema de Chicago       | 19 d'octubre de 2018   | Premi Founder                             | Beautiful boy: Sempre seràs el meu fill | Guanyador  | [ 12 ]        |
| Premis de la Crítica Cinematogràfica              | 13 de gener de 2019    | Millor actor secundari                    | Timothée Chalamet                       | Nominat    | [ 13 ]        |
| Festival Internacional de Cinema de Flandes-Gant  | 19 d'octubre de 2018   | Premi North Sea Port Audience             | Beautiful boy: Sempre seràs el meu fill | 5a posició | [ 14 ] [ 15 ] |
| Premis Globus d'Or                                | 6 de gener de 2019     | Millor actor secundari – Pel·lícula       | Timothée Chalamet                       | Nominat    | [ 16 ]        |
| Premis de Cinema de Hollywood                     | 4 de novembre de 2018  | Millor actor secundari                    | Timothée Chalamet                       | Guanyador  | [ 17 ] [ 18 ] |
| Premis de Cinema de Hollywood                     | 4 de novembre de 2018  | Director director descobriment            | Felix van Groeningen                    | Guanyador  | [ 17 ] [ 18 ] |
| Premis San Diego Film Critics Society             | 10 de desembre de 2018 | Millor actor secundari                    | Timothée Chalamet                       | Guanyador  | [ 19 ]        |
| Festival Internacional de Cinema de Sant Sebastià | 29 de setembre de 2018 | Petxina d'Or                              | Beautiful boy: Sempre seràs el meu fill | Nominat    | [ 20 ] [ 21 ] |
| Premis Satellite                                  | 17 de febrer de 2019   | Millor actor secundari – Pel·lícula       | Timothée Chalamet                       | Nominat    | [ 22 ]        |
| Premis del Sindicat d'Actors de Cinema            | 27 de gener de 2019    | Millor interpretació d'un actor secundari | Timothée Chalamet                       | Nominat    | [ 23 ]        |
| Festival Internacional de Cinema de Toronto       | 16 de setembre de 2018 | Premi Grolsch People's Choice             | Beautiful boy: Sempre seràs el meu fill | Nominat    | [ 24 ] [ 25 ] |